# Вояча Котроманич
Вояча Котроманович (босн. Vojača Kotromanić, серб. Војача Котроманић) — королева Боснии в 1443—1445 годах, супруга короля Степана Томаша.

## Биография
Вояча была родом с берегов реки Рама, но не относилась ни к какому знатному роду. По вероисповеданию была прихожанкой Боснийской церкви.
В брак со Степаном Томашем вступила до его восхождения на престол, свадьба прошла по обряду Боснийской церкви (домовинскому обычаю) — супруги пообещали быть «добрыми и верными» друг другу. В браке родился будущий боснийский король Степан Томашевич, а также ещё четверо детей: двое сыновей (один умер в 1462 году на острове Млет, о втором ничего неизвестно) и двое дочерей (Стефания Котроманич, вышла замуж в 1451 году за венгерского воеводу Иштвана, и ещё одна дочь, также вышедшая в 1451 году замуж).
Когда Степан Томаш был коронован как король Боснии, Вояча стала королевой. Однако могущественная боснийская знать не признавала её своей королевой из-за незнатного происхождения Воячи, вследствие чего муж потребовал аннулирования брака и обратился к папе римскому Евгению IV. Папа дал добро 29 мая 1445 года, и Степан Томаш развёлся, женившись на Катарине Косаче, дочери боснийского воеводы Степана Вукчича Косачи. Считается, что после расторжения брака Вояча ушла в монастырь и приняла постриг. Последнее упоминание Воячи в летописях восходит к осени 1446 года и упоминается среди тех, кто проживал около Попова-Поля.
Сын Степана, Степан Томашевич, стал королём Боснии в 1461 году после смерти отца, однако, согласно историку Доминику Мандичу, Вояча не дожила до этого момента. Упоминаемый в летописях другой сын умер в возрасте 14 лет во время путешествия к острову Млет, которое он предпринял с матерью, согласно Мавро Орбини.